# Бургмайер, Патрик
Патрик Бу́ргмайер (нем. Patrick Burgmeier; 24 мая 1980, Тризен, Лихтенштейн) — лихтенштейнский футболист, защитник. Ныне работает генеральным директором и президентом «Вадуца».
Дебютировал за сборную на стадионе «Райнпарк» в Вадуце 27 марта 1999 года, выйдя на замену на 82-й минуте матча квалификационного турнира к чемпионату Европы 2000 года против сборной Венгрии.

## Биография
Патрик Бургмайер родился в маленьком лихтенштейнском городке Тризене в семье Хайнца и Элсбет Бургмайеров. Воспитанник футбольного клуба «Тризен». Младший брат Патрика Франц Бургмайер так же являлся футболистом и выступал на позиции полузащитника за лихтенштейнский «Вадуц».

## Карьера
Бургмайер — воспитанник футбольного клуба «Тризен». В 1999 году он подписал контракт с «Эшен-Маурен», а спустя год перешел в «Вадуц», с которым выиграл Кубок Лихтенштейна 2000/2001. В следующем сезоне он вернулся в «Тризен», а спустя четыре года в клубе вновь перешёл в «Эшен-Маурен», завершил карьеру в 2011 году после двух лет в «Шане».
Бургмайер был назначен генеральным директором «Вадуца» в 2010 году, а в 2019 году был назначен президентом клуба.

## Достижения
«Вадуц»
- Обладатель Кубка Лихтенштейна (1): 2000/2001